# Markus Hoffmann (Schauspieler, 1971)
Markus Hoffmann (* 2. Januar 1971 in Berlin; † 16. Januar 1997 ebenda) war ein deutscher Schauspieler und Synchronsprecher.

## Leben
Hoffmann absolvierte nach seinem Abitur eine Ausbildung zum Hotelkaufmann und nahm zusätzlich Schauspielunterricht.
Nach der Rückkehr von einem zweijährigen Aufenthalt in den Vereinigten Staaten, während dessen er als Statist in der Serie Der Denver-Clan mitwirkte, stieg Hoffmann im deutschen Fernsehen in das Seriengeschäft ein. Im Jahr 1993 war er zunächst in der Serie Auto Fritze in der ARD zu sehen. 1994 spielte er die Soap-Rolle des Herrn Oberle in der Serie Die Fallers. Weitere Episodenrollen und Gastrollen hatte er in Die Wache und Schwarz greift ein.
Darüber hinaus arbeitete Hoffmann in Berlin als Synchronsprecher für Fernsehserien wie Die Waltons oder Die Bill Cosby Show.
Ab Januar 1995 spielte er in der ARD-Vorabendserie Verbotene Liebe mit. Er verkörperte dort die Serienhauptrolle des charmanten Playboys Henning Graf von Anstetten (Folge 1–250). Im Januar 1996 verließ Hoffmann die Serie freiwillig.
Am 16. Januar 1997 nahm sich Hoffmann durch einen Sprung aus dem 28. Stock des Wohnhochhauses Ideal in Berlin-Gropiusstadt das Leben. Seine frühere Rolle in Verbotene Liebe wurde von 1998 bis 2002 von Hendrik Martz und Patrik Fichte weitergeführt.

## Filmografie
- 1993: Ein bißchen Zauber verträgt die Welt
- 1993: Auto Fritze
- 1993: Die Wache
- 1993: Schwarz greift ein
- 1994: Die Fallers
- 1995–1996: Verbotene Liebe als Henning von Anstetten